# وینالدوم
ویجنالدوم (به هلندی: Wijnaldum) یک منطقهٔ مسکونی در هلند است که در هارلینگن واقع شده‌است. ویجنالدوم ۴۹۰ نفر جمعیت دارد.